# Thor Salden
Thor Salden, känd som Thor!, född 28 november 1997 i Schoten, Belgien, är en belgisk sångare som deltog i Junior Eurovision Song Contest 2006 i Bukarest, Rumänien med låten "Een Tocht Door Het Donker" ("En resa genom mörkret"). Den slutade 7:a med 71 poäng.
Han har även kommit ut med en annan singellåt senare som heter: "We Gaan Naar Zee" ("Vi går till havet")